# فرودگاه استیونسن
فرودگاه استیونسن (به انگلیسی: Stevenson Airport) یک فرودگاه همگانی بهره‌برداری هوایی است که یک باند فرود آسفالت دارد و طول باند آن ۱۲۵۱ متر است. این فرودگاه در کشور ایالات متحده آمریکا قرار دارد و در ارتفاع ۱۹۶ متری از سطح دریا واقع شده است.